# Силвертон (Охајо)
Силвертон (енгл. Silverton) град је у америчкој савезној држави Охајо.

## Демографија
По попису из 2010. године број становника је 4.788, што је 390 (-7,5%) становника мање него 2000. године.
| Група             | 2000.         | 2010.         |
| Белци             | 2.336 (45,1%) | 2.036 (42,5%) |
| Афроамериканци    | 2.605 (50,3%) | 2.462 (51,4%) |
| Азијати           | 42 (0,8%)     | 40 (0,8%)     |
| Хиспаноамериканци | 60 (1,2%)     | 119 (2,5%)    |
| Укупно            | 5.178         | 4.788         |